# Římskokatolická farnost Veselá u Valašského Meziříčí
Římskokatolická farnost Veselá u Valašského Meziříčí je územním společenstvím římských katolíků v rámci děkanátu Valašské Meziříčí olomoucké arcidiecéze s farním kostelem svatého Martina.

## Historie
První písemná zmínka o obci pochází z roku 1376. Farní kostel byl postaven roku 1821.

## Duchovní správci
Od února 2010 je administrátorem excurrendo R. D. Mgr. Jiří Polášek.

## Bohoslužby
| Kostel          | Místo  | Bohoslužba (den) | Hodina     | Poznámka     |
| --------------- | ------ | ---------------- | ---------- | ------------ |
| svatého Martina | Veselá | neděle čtvrtek   | 9.00 17.00 | Farní kostel |

## Aktivity farnosti
Ve farnosti se pravidelně pořádá tříkrálová sbírka. V roce 2017 se při ní vybralo v Zašové 124 404 korun.  O rok později dosáhl výtěžek sbírky v Zašové 133 573 korun.